# Tennis de Table Club Dr. Casl Zagreb
Le Tennis de Table Club de DR. Casl Zagreb (ou couramment appelé STK Dr. Casl) est un club de tennis de table croate de Zagreb.

## Histoire du club
Créé en 1997 à Novi Marof, à cinquante kilomètres de Zagreb, sous le nom de SSTK Marof, le club végète durant les onze premières années de son existence entre la deuxième et la troisième division nationale. 
L'arrivée en 2008 du nouveau président Martin-Tino CASL va donner une nouvelle dimension au club. L'année suivante, le club termine champion de deuxième division et met fin à 14 années de règne du GSTK Zagreb dès sa première année dans l'élite. Le club conserve son titre en 2011 et se qualifie pour la première fois de son histoire en Ligue des champions.

## Effectif 2011-2012
- Seung Min Ryu (KOR)
- Ruiwu Tan CRO
- Tomislav Kolarek CRO

## Palmarès

### Messieurs
- Champion de Croatie en 2010 et 2011

### Dames
- Ligue des champions de tennis de table (1) :  
  - Vainqueur : 2018
  - Finaliste : 2019